# Mysmenopsis wygodzinskyi
Mysmenopsis wygodzinskyi är en spindelart som beskrevs av Norman I. Platnick och Mohammad U. Shadab 1978. Mysmenopsis wygodzinskyi ingår i släktet Mysmenopsis och familjen Mysmenidae.
Artens utbredningsområde är Peru. Inga underarter finns listade i Catalogue of Life.